# Frank Silva
Frank Silva (Sacramento, 31 ottobre 1950 – Seattle, 13 settembre 1995) è stato un attore e scenografo statunitense.

## Biografia
Dopo aver terminato gli studi alla San Francisco State University, iniziò la sua carriera  di attore,  lavorando nella serie televisiva I segreti di Twin Peaks. Prima come scenografo e poi, per volere del regista David Lynch, come attore, interpretando il killer Bob nella serie tv e nel film prequel Fuoco cammina con me, ambientato cronologicamente durante l'ultima settimana di vita di Laura Palmer. Nel 1993 comparve nel video musicale Only degli Anthrax, metal band statunitense.   
Morì per complicazioni legate all'AIDS nel 1995, all'età di 44 anni.

## Filmografia

### Attore
- I segreti di Twin Peaks (Twin Peaks) – serie TV (1990-1991)
- Fuoco cammina con me (Twin Peaks: Fire Walk with Me) (1992)

### Scenografo
- Les français vus par - miniserie TV (1988)
- I segreti di Twin Peaks (Twin Peaks), episodio pilota (1990)